# Lan (flod)
Lan (vitryska: Лань) är ett vattendrag i Belarus.   Det ligger i voblasten Brests voblast, i den centrala delen av landet, 190 km söder om huvudstaden Minsk.
I omgivningarna runt Lan växer i huvudsak blandskog. Runt Lan är det ganska glesbefolkat, med 27 invånare per kvadratkilometer.